# Jih Chan
Jih Chan ist eine Siedlung im Belize District in Belize. Der Ort gehört zur Gemeinde La Democracia.

## Geographie
Der Ort liegt nordöstlich des Hauptortes am George Price Highway (Western Highway) und ca. 4 km nördlich des Sibun River. Im Nordosten schließt sich Hattieville an.

## Klima
Nach dem Köppen-Geiger-System zeichnet sich Jih Chan durch ein tropisches Klima mit der Kurzbezeichnung Am aus.